# ماژول یکپارچه ابزار علمی

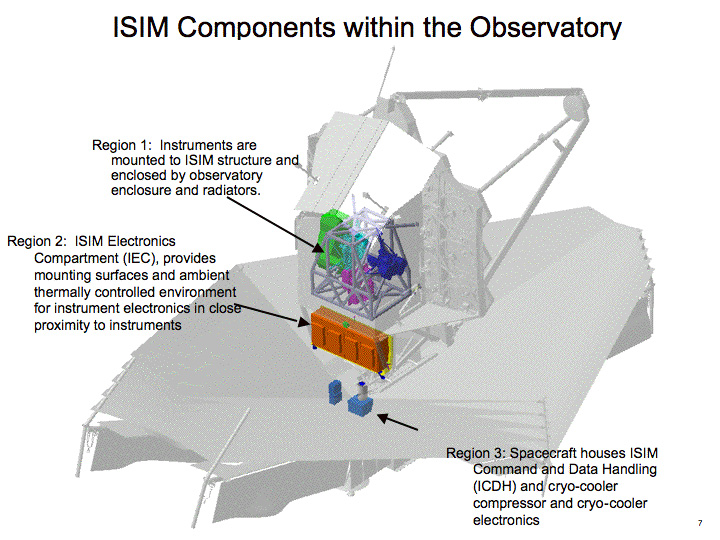
نمودار برجسته ماژول یکپارچه ابزار علمی (ISIM)

ماژول یکپارچه ابزار علمی (انگلیسی: Integrated Science Instrument Module) یا به اختصار ISIM یکی از اجزای تلسکوپ بزرگ فضایی بین‌المللی فروسرخ جیمز وب است که در ۲۵ دسامبر ۲۰۲۱ پرتاب شد. ماژول یکپارچه ابزار علمی قلب تلسکوپ جیمز وب است و محموله اصلی علمی را که شامل چهار ابزار علمی و سنسور هدایت دقیق است را در خود جای داده است.
ماژول یکپارچه ابزار علمی شاسی و ابزار فضاپیما است که نور را از آینه اصلی گرفته و آن را به داده‌های علمی تبدیل کرده و سپس به زمین ارسال می‌کند. دو بخش اصلی دیگر تلسکوپ جیمز وب شامل عنصر تلسکوپ نوری (OTE) (آینه‌ها و ساختار آن‌ها) و عنصر فضاپیما (SE) است که خود شامل اتوبوس فضاپیما و سپر خورشیدی تلسکوپ فضایی جیمز وب می‌شود. جرم ماژول یکپارچه ابزار علمی ۱۴۰۰ کیلوگرم است که حدود ۲۳٪ جرم تلسکوپ فضایی جیمز وب است.

## ویژگی‌ها

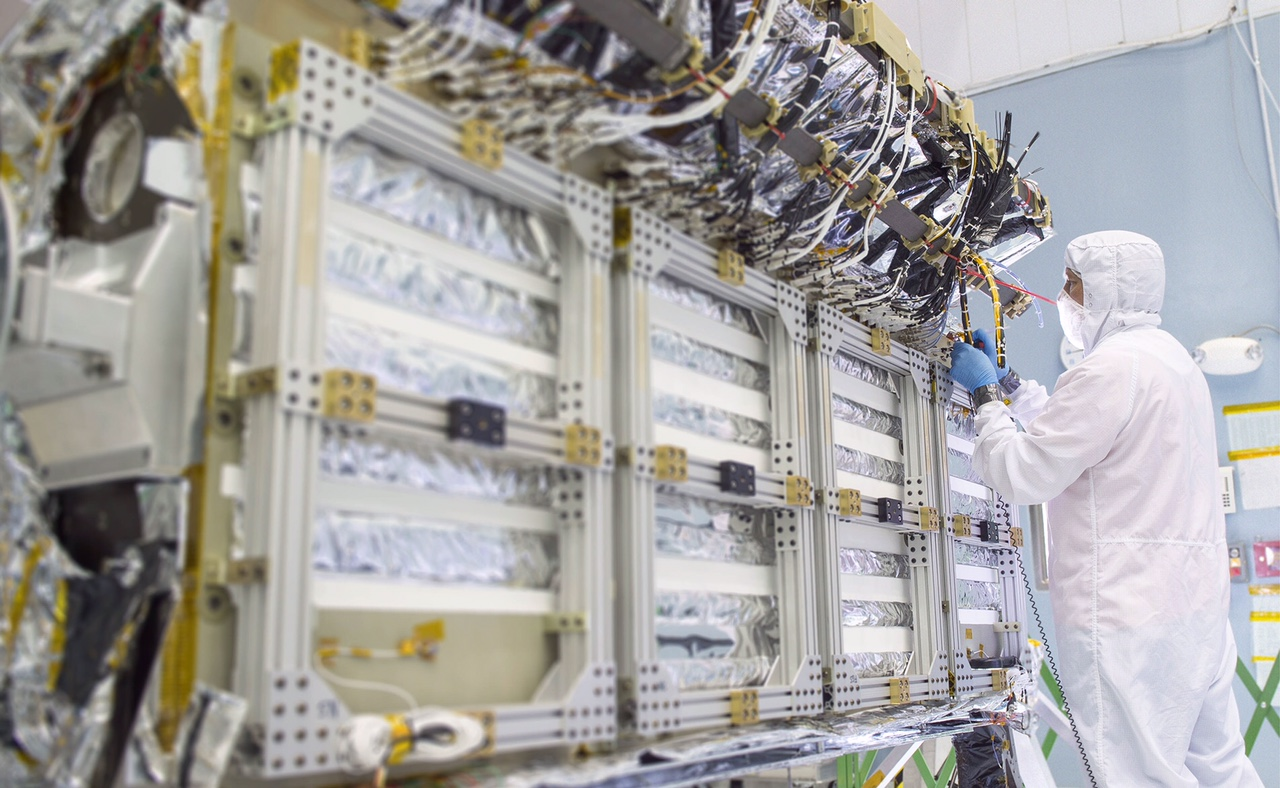
محفظه الکترونیک ماژول یکپارچه ابزار علمی (IEC)

ماژول یکپارچه ابزار علمی دربردارنده این ابزارهاست:
- دوربین فروسرخ نزدیک یا NIRCam
- طیف‌نگار فروسرخ نزدیک یا NIRSpec
- ابزار فروسرخ میانی یا MIRI
- حسگر هدایت دقیق و تصویربردار فروسرخ نزدیک و طیف‌نگار بدون‌شکاف یا FGS/NIRISS

ماژول یکپارچه ابزار علمی همچنین سردکننده MIRI را در خود جای داده است که به سمت اتوبوس فضاپیما (در سمت داغ فضاپیما) به پایین امتداد می‌یابد.
ابزار دوربین فروسرخ یکپارچه‌شده با ISIM، تست‌های حرارتی خود را در اوایل سال ۲۰۱۶ گذراند. ISIM در اواخر سال ۲۰۱۵ تا اوایل سال ۲۰۱۶ تحت آزمایش سرد حرارتی شدید قرار گرفت. دوربین فروسرخ نزدیک یا NIRCam برای تلسکوپ فضایی جیمز وب بسیار مهم است، زیرا این ابزار تنها یک دوربین فروسرخ حساس نیست، بلکه برای تنظیم تراز بخش‌های آینه اصلی نیز از آن استفاده می‌شود. آزمایش‌های انجام‌شده بسیار مثبت بود زیرا دوربین فروسرخ نزدیک نشان داد که در تست‌های ارتعاشی و حرارتی بسیار پایدار است. دوربین فروسرخ نزدیک در مارس ۲۰۱۴ بر روی ISIM نصب شد و پس از آن تحت یکپارچه‌سازی و آزمایش قرار گرفت که باعث شد تلسکوپ برای پرتاب اولیه برنامه‌ریزی‌شده در سال ۲۰۱۹ آماده شود.

## نگارخانه

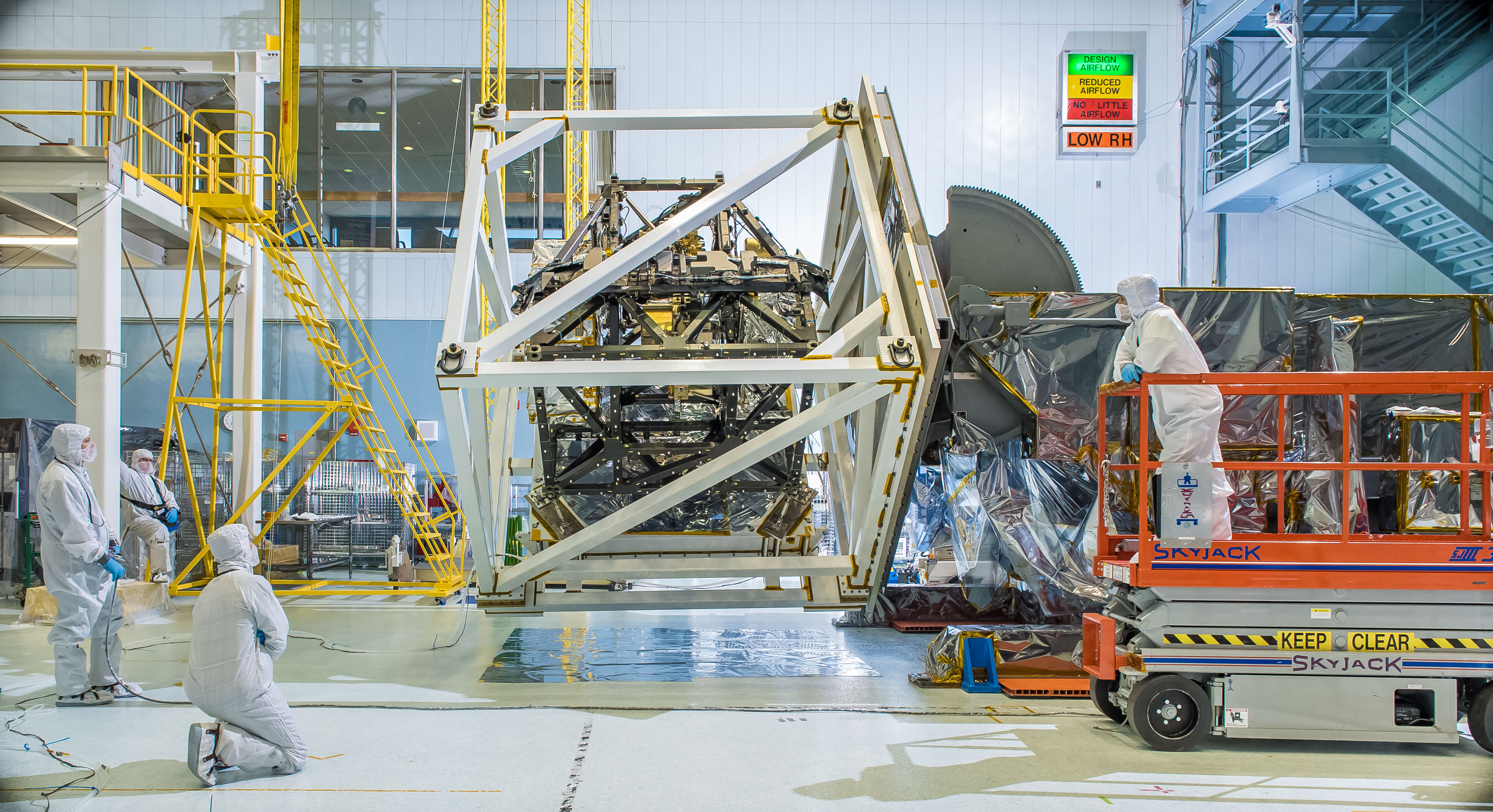
ماژول داخل قفس برای آزمایش گرانش، ۲۰۱۴
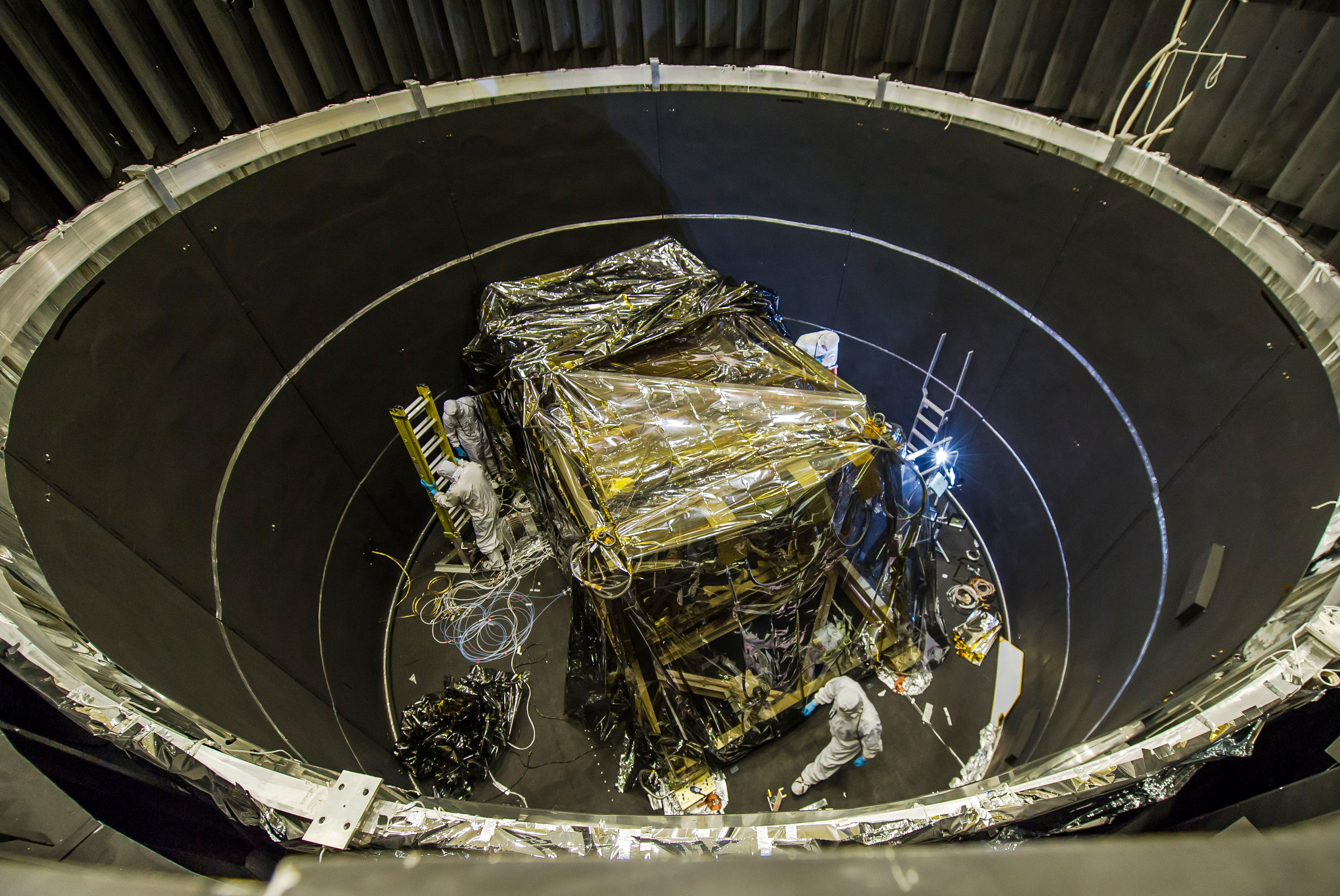
ماژول در حال آماده‌شدن برای آزمایش خلاء حرارتی، ۲۰۱۳
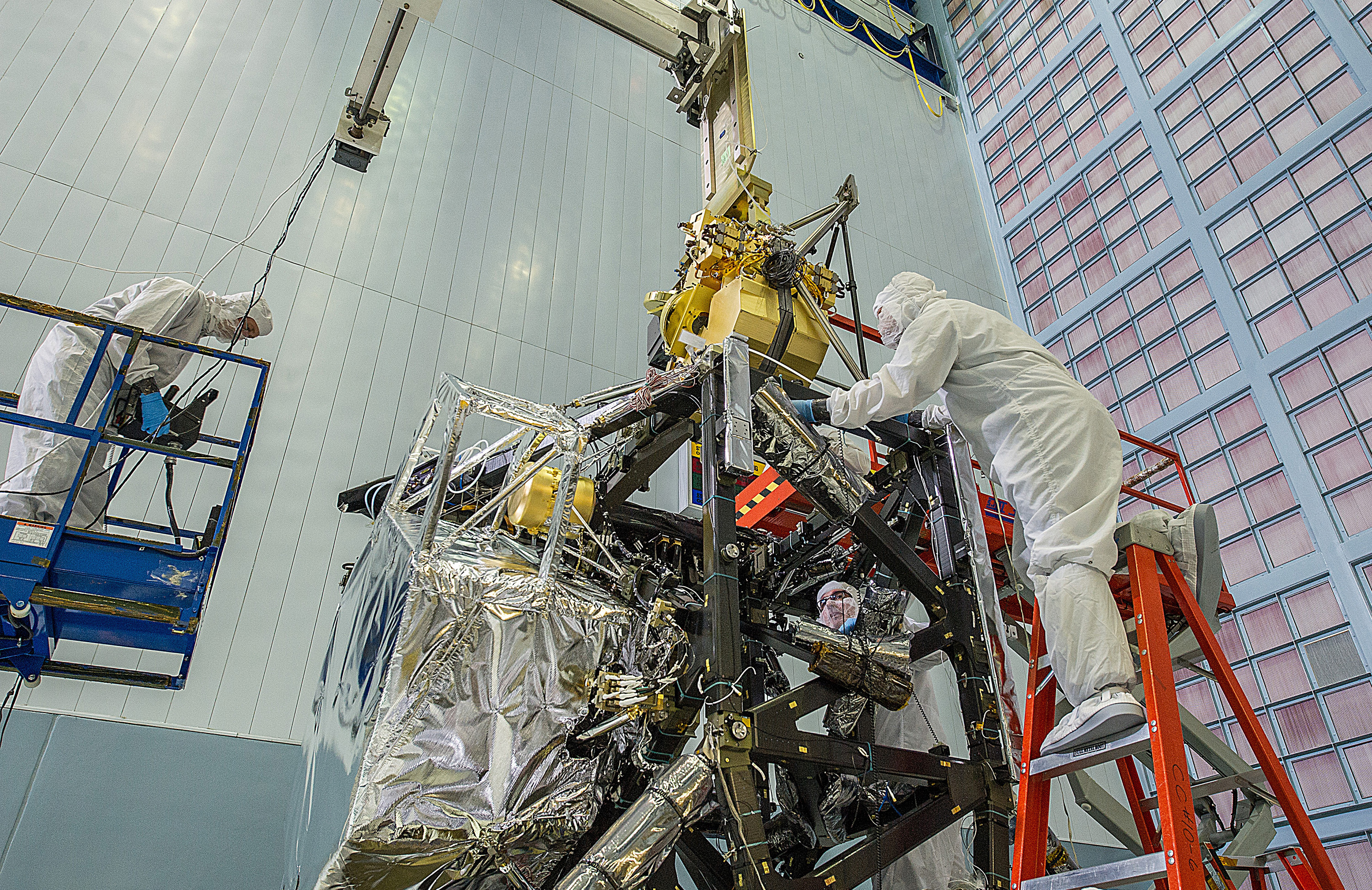
نصبدوربین فروسرخ نزدیک بر روی ماژول،  ۲۰۱۴
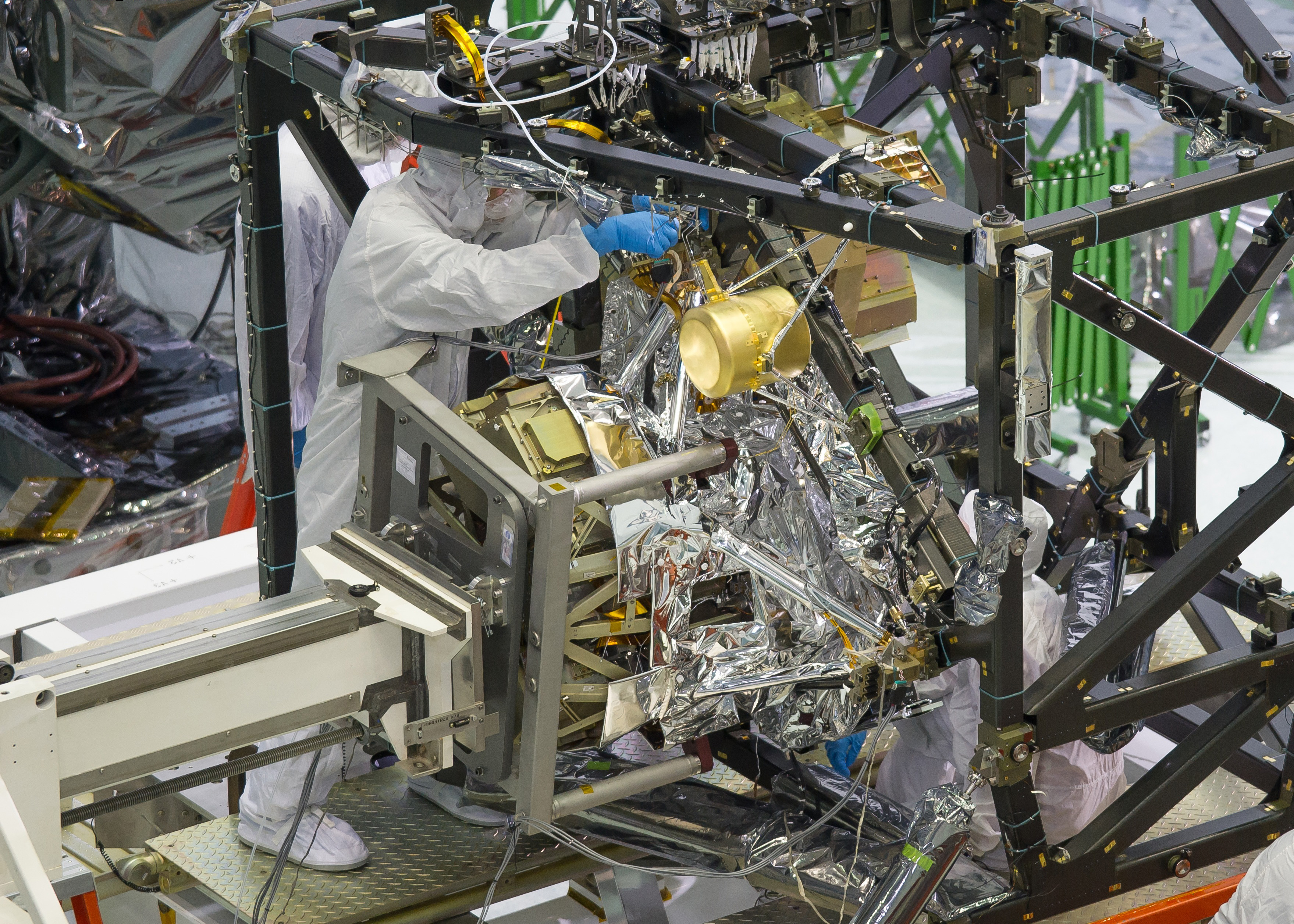
نصب ابزار فروسرخ میانی، ۲۰۱۳